# Giro di Croazia 2022
Il Giro di Croazia 2022, decima edizione della corsa e valevole come evento dell'UCI Europe Tour 2022 categoria 2.1, si svolse dal 27 settembre al 2 ottobre 2022 su un percorso totale di 1074,5 km, con partenza da Osijek e arrivo a Zagabria, in Croazia. La vittoria fu appannaggio dello sloveno Matej Mohorič, il quale completò il percorso in 24h54'05", precedendo il danese Jonas Vingegaard e il britannico Oscar Onley.
Sul traguardo di Zagabria 118 ciclisti, dei 138 partiti da Osijek, portarono a termine la competizione.

## Tappe
| Tappa  | Data         | Percorso                  | km     | Vincitore di tappa | Leader cl. generale |
| ------ | ------------ | ------------------------- | ------ | ------------------ | ------------------- |
| 1ª     | 27 settembre | Osijek > Ludbreg          | 223,5  | Jonathan Milan     | Jonathan Milan      |
| 2ª     | 28 settembre | Otočac > Zara             | 163    | Jonathan Milan     | Jonathan Milan      |
| 3ª     | 29 settembre | Signo > Capocesto         | 157    | Jonas Vingegaard   | Jonathan Milan      |
| 4ª     | 30 settembre | Zaravecchia > Cirquenizza | 219    | Axel Laurance      | Jonathan Milan      |
| 5ª     | 1º ottobre   | Abbazia > Albona          | 154    | Jonas Vingegaard   | Jonas Vingegaard    |
| 6ª     | 2 ottobre    | Sveta Nedelja > Zagabria  | 158    | Elia Viviani       | Matej Mohorič       |
| Totale | Totale       | Totale                    | 1074,5 |                    |                     |

## Squadre e corridori partecipanti
| N.    | Cod. | Squadra                   |
| ----- | ---- | ------------------------- |
| 1-7   | TBV  | Bahrain Victorious        |
| 11-17 | IGD  | Ineos Grenadiers          |
| 21-27 | IPT  | Israel-Premier Tech       |
| 31-37 | TJV  | Jumbo-Visma               |
| 41-47 | DSM  | Team DSM                  |
| 51-57 | TFS  | Trek-Segafredo            |
| 61-67 | BCF  | Bardiani-CSF-Faizanè      |
| 71-77 | BBK  | B&B Hotels-KTM            |
| 81-87 | BWB  | Bingoal Pauwels Sauces WB |
| 91-97 | CJR  | Caja Rural-Seguros RGA    |

| N.      | Cod. | Squadra                   |
| ------- | ---- | ------------------------- |
| 101-107 | EOK  | Eolo-Kometa Cycling Team  |
| 111-117 | EKP  | Equipo Kern Pharma        |
| 121-127 | HPM  | Human Powered Health      |
| 131-136 | UXT  | Uno-X Pro Cycling Team    |
| 141-147 | ADR  | Adria Mobil               |
| 151-157 | MSP  | HRE Mazowsze Serce Polski |
| 161-167 | HAC  | Hrinkow Advarics Cycleang |
| 171-177 | LGS  | Ljubljana Gusto Santic    |
| 181-187 | MKT  | Meridiana Kamen Team      |
| 191-196 | VBG  | Team Vorarlberg           |

## Dettagli delle tappe

### 1ª tappa
- 27 settembre: Osijek > Ludbreg – 223,5 km

Risultati
| Pos. | Corridore      | Squadra  | Tempo    |
| ---- | -------------- | -------- | -------- |
| 1    | Jonathan Milan | Bahrain  | 5h31'48" |
| 2    | Sacha Modolo   | Bardiani | s.t.     |
| 3    | Mirco Maestri  | Eolo     | s.t.     |

| Pos. | Corridore      | Squadra  | Tempo    |
| ---- | -------------- | -------- | -------- |
| 1    | Jonathan Milan | Bahrain  | 5h31'38" |
| 2    | Sacha Modolo   | Bardiani | a 4"     |
| 3    | Kenny Molly    | Bingoal  | s.t.     |

### 2ª tappa
- 28 settembre: Otočac > Zara – 163 km

Risultati
| Pos. | Corridore      | Squadra    | Tempo    |
| ---- | -------------- | ---------- | -------- |
| 1    | Jonathan Milan | Bahrain    | 3h44'44" |
| 2    | Pierre Barbier | B&B Hotels | s.t.     |
| 3    | Elia Viviani   | Ineos      | s.t.     |

| Pos. | Corridore      | Squadra    | Tempo    |
| ---- | -------------- | ---------- | -------- |
| 1    | Jonathan Milan | Bahrain    | 9h16'12" |
| 2    | Pierre Barbier | B&B Hotels | a 14"    |
| 3    | Sacha Modolo   | Bardiani   | s.t.     |

### 3ª tappa
- 29 settembre: Signo > Capocesto – 157 km

Risultati
| Pos. | Corridore        | Squadra | Tempo    |
| ---- | ---------------- | ------- | -------- |
| 1    | Jonas Vingegaard | Jumbo   | 4h31'28" |
| 2    | Oscar Onley      | DSM     | s.t.     |
| 3    | Matej Mohorič    | Bahrain | a 2"     |

| Pos. | Corridore        | Squadra | Tempo     |
| ---- | ---------------- | ------- | --------- |
| 1    | Jonathan Milan   | Bahrain | 12h47'49" |
| 2    | Jonas Vingegaard | Jumbo   | a 1"      |
| 3    | Oscar Onley      | DSM     | a 5"      |

### 4ª tappa
- 30 settembre: Zaravecchia > Cirquenizza – 219 km

Risultati
| Pos. | Corridore      | Squadra    | Tempo    |
| ---- | -------------- | ---------- | -------- |
| 1    | Axel Laurance  | B&B Hotels | 5h04'31" |
| 2    | Jonathan Milan | Bahrain    | s.t.     |
| 3    | Matej Mohorič  | Bahrain    | s.t.     |

| Pos. | Corridore        | Squadra | Tempo     |
| ---- | ---------------- | ------- | --------- |
| 1    | Jonathan Milan   | Bahrain | 17h52'11" |
| 2    | Jonas Vingegaard | Jumbo   | a 10"     |
| 3    | Matej Mohorič    | Bahrain | a 14"     |

### 5ª tappa
- 1º ottobre: Abbazia > Albona – 154 km

Risultati
| Pos. | Corridore        | Squadra | Tempo    |
| ---- | ---------------- | ------- | -------- |
| 1    | Jonas Vingegaard | Jumbo   | 3h46'04" |
| 2    | Oscar Onley      | DSM     | s.t.     |
| 3    | Matej Mohorič    | Bahrain | a 2"     |

| Pos. | Corridore        | Squadra | Tempo     |
| ---- | ---------------- | ------- | --------- |
| 1    | Jonas Vingegaard | Jumbo   | 21h38'15" |
| 2    | Matej Mohorič    | Bahrain | a 8"      |
| 3    | Oscar Onley      | DSM     | s.t.      |

### 6ª tappa
- 2 ottobre: Sveta Nedelja > Zagabria – 158 km

Risultati
| Pos. | Corridore         | Squadra | Tempo    |
| ---- | ----------------- | ------- | -------- |
| 1    | Elia Viviani      | Ineos   | 3h15'51" |
| 2    | Matej Mohorič     | Bahrain | s.t.     |
| 3    | Vincenzo Albanese | Eolo    | s.t.     |

| Pos. | Corridore        | Squadra | Tempo     |
| ---- | ---------------- | ------- | --------- |
| 1    | Matej Mohorič    | Bahrain | 24h54'05" |
| 2    | Jonas Vingegaard | Jumbo   | a 1"      |
| 3    | Oscar Onley      | DSM     | a 11"     |

## Evoluzione delle classifiche
| Tappa              | Vincitore          | Classifica generale Maglia rossa | Classifica a punti Maglia blu | Classifica scalatori Maglia verde | Classifica giovani Maglia bianca | Classifica a squadre |
| ------------------ | ------------------ | -------------------------------- | ----------------------------- | --------------------------------- | -------------------------------- | -------------------- |
| 1ª                 | Jonathan Milan     | Jonathan Milan                   | Jonathan Milan                | Oscar Onley                       | Jonathan Milan                   | Bahrain Victorious   |
| 2ª                 | Jonathan Milan     | Jonathan Milan                   | Jonathan Milan                | Tobiasz Pawlak                    | Jonathan Milan                   | Bahrain Victorious   |
| 3ª                 | Jonas Vingegaard   | Jonathan Milan                   | Jonathan Milan                | Oscar Onley                       | Jonathan Milan                   | Bahrain Victorious   |
| 4ª                 | Axel Laurance      | Jonathan Milan                   | Jonathan Milan                | Alexis Guérin                     | Jonathan Milan                   | Bahrain Victorious   |
| 5ª                 | Jonas Vingegaard   | Jonas Vingegaard                 | Jonathan Milan                | Alexis Guérin                     | Oscar Onley                      | Ineos Grenadiers     |
| 6ª                 | Elia Viviani       | Matej Mohorič                    | Jonathan Milan                | Alexis Guérin                     | Oscar Onley                      | Ineos Grenadiers     |
| Classifiche finali | Classifiche finali | Matej Mohorič                    | Jonathan Milan                | Alexis Guérin                     | Oscar Onley                      | Ineos Grenadiers     |

Maglie indossate da altri ciclisti in caso di due o più maglie vinte
- Nella 2ª tappa Sacha Modolo ha indossato la maglia blu al posto di Jonathan Milan e Kim Heiduk ha indossato quella bianca al posto di Jonathan Milan.
- Nella 3ª tappa Pierre Barbier ha indossato la maglia blu al posto di Jonathan Milan e Axel Laurance ha indossato quella bianca al posto di Jonathan Milan.
- Nella 4ª tappa Jonas Vingegaard ha indossato la maglia blu al posto di Jonathan Milan e Axel Laurance ha indossato quella bianca al posto di Jonathan Milan.
- Nella 5ª tappa Axel Laurance ha indossato la maglia blu al posto di Jonathan Milan e Oscar Onley ha indossato quella bianca al posto di Jonathan Milan.

## Classifiche finali

### Classifica generale - Maglia rossa
| Pos. | Corridore         | Squadra    | Punti     |
| ---- | ----------------- | ---------- | --------- |
| 1    | Matej Mohorič     | Bahrain    | 24h54'05" |
| 2    | Jonas Vingegaard  | Jumbo      | a 1"      |
| 3    | Oscar Onley       | DSM        | a 11"     |
| 4    | Vincenzo Albanese | Eolo       | a 21"     |
| 5    | Axel Laurance     | B&B Hotels | a 26"     |
| 6    | Brandon Rivera    | Ineos      | a 31"     |
| 7    | Torstein Træen    | Uno-X      | a 39"     |
| 8    | Jonathan Lastra   | Caja Rural | a 47"     |
| 9    | Chris Hamilton    | DSM        | a 1'11"   |
| 10   | Omar Fraile       | Ineos      | a 1'43"   |

### Classifica a punti - Maglia blu
| Pos. | Corridore         | Squadra    | Punti |
| ---- | ----------------- | ---------- | ----- |
| 1    | Jonathan Milan    | Bahrain    | 98    |
| 2    | Matej Mohorič     | Bahrain    | 88    |
| 3    | Axel Laurance     | B&B Hotels | 58    |
| 4    | Vincenzo Albanese | Eolo       | 57    |
| 5    | Jonas Vingegaard  | Jumbo      | 52    |

### Classifica scalatori - Maglia verde
| Pos. | Corridore        | Squadra    | Punti |
| ---- | ---------------- | ---------- | ----- |
| 1    | Alexis Guérin    | Vorarlberg | 51    |
| 2    | Oscar Onley      | DSM        | 26    |
| 3    | Jonas Vingegaard | Jumbo      | 22    |
| 4    | Gijs Leemreize   | Jumbo      | 17    |
| 5    | Pierre Rolland   | B&B Hotels | 12    |

### Classifica giovani - Maglia white
| Pos. | Corridore      | Squadra     | Punti     |
| ---- | -------------- | ----------- | --------- |
| 1    | Oscar Onley    | DSM         | 24h54'16" |
| 2    | Axel Laurance  | B&B Hotels  | a 15"     |
| 3    | Jonathan Milan | Bahrain     | a 10'12"  |
| 4    | Kim Heiduk     | Ineos       | a 13'55"  |
| 5    | Gal Glivar     | Adria Mobil | a 14'31"  |

### Classifica a squadre
| Pos. | Squadra                | Tempo     |
| ---- | ---------------------- | --------- |
| 1    | Ineos Grenadiers       | 74h48'19" |
| 2    | Bahrain Victorious     | a 6'13"   |
| 3    | Caja Rural-Seguros RGA | a 7'44"   |
| 4    | B&B Hotels-KTM         | a 8'11"   |
| 5    | Team DSM               | a 11'08"  |